# Helianthemum polygonoides
Helianthemum polygonoides är en solvändeväxtart som beskrevs av M. Peinado, J.M. Martínez-parras, F. Alcaraz och I. Espuelas. Helianthemum polygonoides ingår i släktet solvändor, och familjen solvändeväxter. Inga underarter finns listade i Catalogue of Life.